# Ристовић
Ристовић је српско патронимско презиме настало од мушког имена Ристо. Познате особе са овим презименом су:
- Ана Ристовић (рођена 1972), српска песникиња и преводилац
- Милан Ристовић (рођен 1953), историчар
- Николина Ристовић (рођена 1976), телевизијска водитељка
- Ристо Ристовић (рођен 1988), фудбалер